# Obergericht Hameln
Das Obergericht Hameln war ein kleines Obergericht im Königreich Hannover und später im Königreich Preußen. Es hatte seinen Sitz in Hameln in Niedersachsen.

## Hannover
Nach der Revolution von 1848 wurde im Königreich Hannover die Rechtsprechung von der Verwaltung getrennt und die Patrimonialgerichtsbarkeit abgeschafft.
Zum 1. Oktober 1852 wurden 12 Große und 4 Kleine Obergerichte als Gerichte zweiter Instanz (vergleichbar mit heutigen Landgerichten), darunter das Obergericht Hameln eingerichtet.
Dem Obergericht Hameln waren folgende Amtsgerichte nachgeordnet:
- Amtsgericht Aerzen
- Amtsgericht Coppenbrügge
- Amtsgericht Grohnde
- Amtsgericht Hameln
- Amtsgericht Lauenau
- Amtsgericht Lauenstein
- Amtsgericht Polle
- Amtsgericht Springe
- Amtsgericht Münder[3]

## Preußen
Mit der Annexion Hannovers durch Preußen 1866 wurde das Obergericht Hameln in ein preußisches Obergericht umgewandelt. Ihm die vier Amtsgerichte Coppenbrügge, Hameln, Polle und Springe nachgeordnet. Übergeordnet war nun das Appellationsgericht Celle. Das Obergericht Hannover war Schwurgericht für den Sprengel des Obergerichtes Hameln. 1870 gab es 64.277 Gerichtseingesessene. Gerichtetage wurden in Bodenwerder und Grohnde gehalten.
Im Rahmen der Reichsjustizgesetze wurde das Obergericht Hameln 1879 aufgehoben. Sein Gerichtsbezirk wurde dem des Landgerichtes Hannover zugeordnet.